# Institut d’études politiques d’Aix-en-Provence

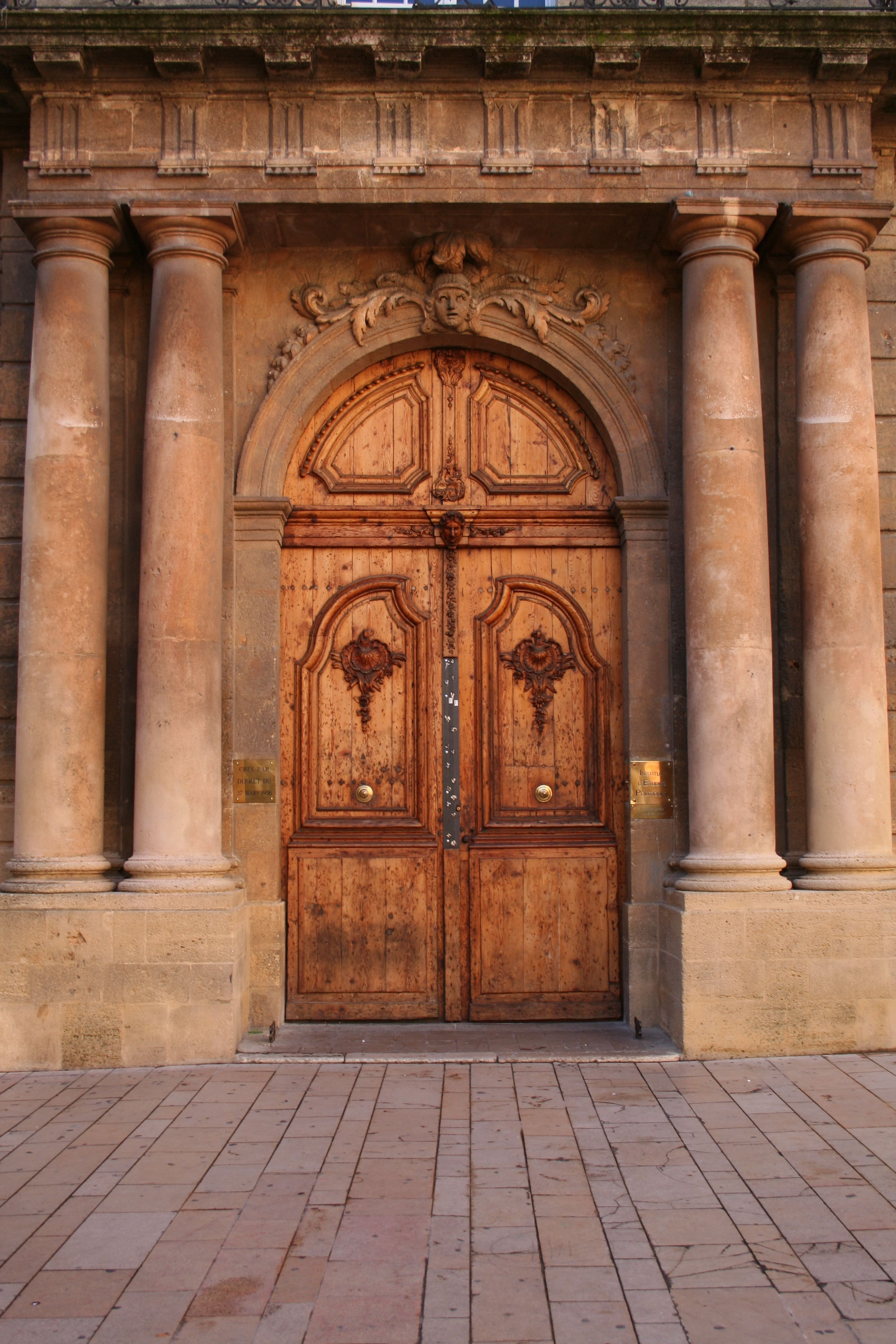
Tor zu den Politikwissenschaften in Aix-en-Provence

Das Institut d’études politiques d’Aix-en-Provence (Institut für politische Studien, IEP), auch als das Institut d’études politiques (IEP) oder Sciences Po Aix bekannt, ist eine Grande École (dt.Große Schule) für Politikwissenschaften Frankreichs. Sein gegenwärtiger Direktor ist Rostane Mehdi.
Das 1956 gegründete Sciences Po liegt im Stadtzentrum von Aix-en-Provence direkt gegenüber der Kathedrale Saint Sauveur. Schwerpunkt der Studiengänge sind Politikwissenschaft, Recht, Geschichte, internationale Beziehungen und Wirtschaftswissenschaften. Sie ist der Universität Aix-Marseille zugeordnet.

## Lehre
Das IEP bietet Studierenden eine allgemeine Ausbildung in Recht, Wirtschaft, Allgemeinwissen und Geschichte. Die Studenten werden im Rahmen eines Wettbewerbsverfahrens zur Aufnahmeprüfung ausgewählt. Etwa 60 % der Absolventen werden schwerpunktmäßig auf eine zukünftige Karriere in Unternehmen vorbereitet, deshalb sind viele Unternehmensleiter oder Regierungsbeamte geworden: zum Beispiel ist die frühere französische Wirtschaftsministerin und aktuelle Präsidentin der Europäischen Zentralbank (EZB) Christine Lagarde ehemalige Absolventin. Außerdem biete das Studium Karrieremöglichkeiten im Journalismus, Finanzen, Diplomatie, Verwaltung oder Kommunikation. Rund 130 ausländische Studenten werden jährlich immatrikuliert und rund 250 Studenten finden von hier aus pro Jahr Aufnahme in der ganzen Welt.

## Vorbereitung zu Aufnahmeprüfungen im Staatsdienst
Sciences Po Aix hat auch ein Zentrum zur Vorbereitung auf die Aufnahmeprüfungen, die den Zugang zu den Beamtenstellen auf den verschiedenen französischen Verwaltungsebenen regeln, z. B. der École nationale d’administration (ENA) und der École nationale de la magistrature (Richterausbildung). Hinzu kommen Führungspositionen in Verwaltung und Armee.
Die Vorbereitungen auf hohem Niveau sind vertraglich mit den entsprechenden Ministerien und Ausbildungsstätten abgestimmt.